# Ayetullah Aslanhan
Ayetullah Aslanhan (* 1. Januar 2001 in Bitlis) ist ein türkischer Leichtathlet, der sich auf den Langstreckenlauf spezialisiert hat.

## Sportliche Laufbahn
Erste internationale Erfahrungen sammelte Ayetullah Aslanhan im Jahr 2017, als er bei den U18-Weltmeisterschaften in Nairobi im 3000-Meter-Lauf mit 8:59,75 min im Vorlauf ausschied. Zwei Jahre darauf gewann er bei den U20-Europameisterschaften in Borås in 14:05,01 min die Silbermedaille über 5000 Meter und auch bei den Crosslauf-Europameisterschaften in Lissabon gewann er nach 18:58 min die Silbermedaille in der U20-Wertung. 2022 gelangte er bei den Balkan-Hallenmeisterschaften in Istanbul nach 8:00,94 min auf Rang fünf über 3000 Meter und im Juli belegte er bei den Freiluftmeisterschaften in Craiova in 14:05,98 min den sechsten Platz über 5000 Meter. Im Jahr darauf belegte er bei den U23-Europameisterschaften in Espoo in 29:32,58 min den sechsten Platz im 10.000-Meter-Lauf und anschließend gelangte er bei den World University Games in Chengdu mit 30:09,86 min auf Rang sieben. Zudem gewann er in 1:04:37 h die Silbermedaille im Halbmarathon hinter seinem Landsmann Sezgin Ataç und sicherte sich in der Teamwertung die Goldmedaille. Im Dezember wurde er bei den Crosslauf-Europameisterschaften in Brüssel nach 25:47 min 60. im U23-Rennen. 2024 belegte er bei den Balkan-Hallenmeisterschaften in Istanbul in 8:13,41 min den vierten Platz über 3000 Meter und kurz darauf wurde er bei den FISU Crosslauf-Meisterschaften in Maskat in 29:55 min Achter. Im Mai gewann er bei den Balkan-Meisterschaften in Izmir in 14:36,51 min die Bronzemedaille über 5000 Meter hinter dem Österreicher Sebastian Frey und seinem Landsmann Abdurrahman Gediklioğlu. Im Dezember wurde er bei den Crosslauf-Europameisterschaften in Antalya nach 24:00 min 61. im Einzelrennen. Im Jahr darauf gewann er bei den Balkan-Hallenmeisterschaften in Belgrad in 8:21,71 min die Bronzemedaille über 3000 Meter hinter seinem Landsmann Salih Teksöz und Vid Botolin aus Slowenien. Im Juli gelangte er bei den World University Games in Bochum mit 1:05:02 h auf den neunten Platz im Halbmarathon und gewann in der Teamwertung die Silbermedaille hinter dem japanischen Team.
In den Jahren 2019 und 2022 wurde Aslanhan türkischer Meister im 5000-Meter-Lauf.

## Persönliche Bestleistungen
- 3000 Meter: 8:12,72 min, 12. Juni 2019 in Zenica
  - 3000 Meter (Halle): 8:00,94 min, 5. März 2022 in Istanbul
- 5000 Meter: 14:00,02 min, 25. Juni 2022 in Bursa
- 10.000 Meter: 29:07,03 min, 26. April 2022 in Mersin
- Halbmarathon: 1:04:55 h, 23. Februar 2025 in Trabzon